# Omega ’56
Az Omega ’56 az Omega együttes EP-je 2016-ból, az 1956-os forradalom 60. évfordulója alkalmából.
A lemez két új dala egy évvel később felkerült a Volt egyszer egy Vadkelet című albumra, de mindkettő eltérő változatban.

## Dalok
1. Egmont-nyitány (Ludwig van Beethoven, Omega)
2. Ötvenhatos lány (Kóbor János–Trunkos András)
3. Rádió Luxembourg (Kóbor János, Földi Albert–Trunkos András)
4. bónusz: Ötvenhatos lány (rádióverzió)

## Közreműködött
- Kóbor János, Csordás Levente, Minya Vivien – ének
- Benkő László – zongora
- Debreczeni Ferenc – dob, ütőhangszerek
- Molnár György, Szekeres Tamás  – gitár
- Szöllőssy Katalin – basszusgitár
- Földi Albert – billentyűs hangszerek

Stáb:
- hangszerelés: Kóbor János, Földi Albert, Gömöry Zsolt
- számítógép-technika: Omega Stúdió
- számítógépes zenei szerkesztés: Kóbor János
- akusztikus felvétel és keverés: SuperSize Recording Stúdió
- hangmérnök: „Dexter”

Forgalmazás:
- produkció: Mega Multimédia
- producer: Trunkos András
- fotó: Cikkely Lajos
- grafika: Gál Krisztián

## Videóklipek
- Ötvenhatos lány (rádióváltozat)
- Omega ’56 (Ötvenhatos lány + Rádió Luxembourg)